# یاژابکی (استان اشوی‌داشکسیه)
یاژابکی (به لهستانی: Jarząbki) یک منطقهٔ مسکونی در لهستان است که در گمینا گنوینو واقع شده‌است.